# Roger Briggs
Roger Briggs (Florence, 28 maggio 1952) è un compositore, direttore d'orchestra, pianista e docente statunitense.

## Biografia
Roger Briggs, nato e cresciuto a Florence, Alabama, iniziò a suonare il piano all'età di 8 anni ed a comporre all'età di 11 anni. I suoi primi insegnanti furono Norman Hill (1960-67) e Walter Urben (1967-70) che insegnavano all'Università del Nord Alabama. Conseguì un Bachelor of Music Degree (1974) in composizione e pianoforte presso l'Università di Memphis dove studiò composizione con Johannes Smit e Don Freund, pianoforte con Herbert Hermann e direzione orchestrale con Richard Earhart. Ha studiato presso la Eastman School of Music, dove ha conseguito un Master of Music (1976) e un Ph.D (1978) in composizione musicale. Alla Eastman ha studiato composizione con Samuel Adler, Joseph Schwantner, Eugene Kurtz, Warren Benson e Russel Peck. Ha studiato direzione d'orchestra con Gustav Meier.
Nel 1978 fu nominato professore di Composizione e direzione al Saint Mary's College, Notre Dame, Indiana, dove fondò il Michiana New Music Ensemble e ricevette il suo primo riconoscimento nazionale e internazionale come compositore con opere come il lavoro per pianoforte solo, Spirali, un lavoro per orchestra da camera, Gathering Together e il lavoro da camera, Chamber Music.
Durante questo periodo completò il lavoro di post dottorato presso il Dartington Institute di Totnes, in Inghilterra, dove studiò composizione e tecniche di direzione contemporanea con Sir Peter Maxwell Davies e John Carewe. Nel 1984 studiò composizione vocale con il compositore Ned Rorem.
Ha ricevuto numerosi riconoscimenti, tra cui tre MacDowell Colony Fellowships, un NEA Composer Grant, due Meet the Composer Grants e un ASCAP Award per Giovani Compositori, tra gli altri.
Nel 1989 fu nominato professore di composizione e pianoforte presso la Western Washington University, dove fondò i Contemporary Chamber Players e fu nominato direttore della University Symphony e dell'Opera Program. Ha ricevuto un Logan Seminar Fellowship, il Washington State Composer of the Year Award e due Washington State Arts Commission Awards.
Nel 1996 accettò il posto di direttore artistico con la Whatcom Symphony Orchestra e presto fondò la Whatcom Symphony Chamber Orchestra e la Music by American Composers Commissioning Series. Ha anche contribuito a stabilire un imponente programma orchestrrale/educativo nell'area di Bellingham.
Nel 2005 l'American Academy of Arts and Letters lo ha insignito del premio Lieberson per l'eccellenza nella composizione e nel 2010 la League of American Orchestra gli ha assegnato un ASCAP Award per la programmazione della musica orchestrale contemporanea. Ha diretto e registrato con la London Symphony Orchestra, la Czech Radio Orchestra e l'Orchestra Sinfonica di Praga. La sua musica orchestrale è stata eseguita dalla Prague Symphony, dall'Orchestra Sinfonica di Seattle, dalla South Bend Symphony e da molte altre orchestre da camera negli Stati Uniti. Le sue opere da camera sono state eseguite da molti gruppi affermati tra cui i Da Capo Chamber Players, il New Performance Group, il Pittsburgh New Music Ensemble, Fear No Music, Zephyr, Third Angle e Buffalo New Music Ensemble. Le sue opere per pianoforte sono state eseguite in tutto il mondo. Ha anche contribuito con la musica al videogioco Civilization III.

## Discografia

### Registrazioni lavori di Briggs
- Gathering Together (1985) For Full Orchestra, Label: Mmc Recordings 2099
- Tarot -Symphony No. 1 (1985), For Full Orchestra, Label: Mmc Recordings 2111
- Tracer (1985), Concerto For Piano And Orchestra, Label: Mmc Recordings 2028
- Trailblazers (1999), For Solo Flute, Label: Periplum  P0070
- Two Poems (1999), For Solo Piano, Label: New Ariel  Ae002
- Spirals (1999), A Fantasy For Solo Piano, Label: New Ariel  Ae001

### Registrazioni in cui Briggs dirige
- Symphony No. 7 Dvorak - Symphony No. 4, Beethoven - Label:   Eroica Classical 3314
- Symphony No. 1, A. Paul Johnson - Label:   Mmc   Catalog #: 2145
- Wind, Fire And Ice, William Thomas Mckinley, Label:   Mmc   Catalog #: 2134
- Ode To Antigone, Marie Barker Nelson, Label:   Mmc   Catalog #: 2103
- Impromptu (2007), Label: New Ariel  Ae010
- Quintessence, Alan Beeler, Label: Ravello   Catalog #: 7802